# スカルペリーア・エ・サン・ピエロ
スカルペリーア・エ・サン・ピエロ（伊: Scarperia e San Piero）は、イタリア共和国トスカーナ州フィレンツェ県にある、人口約12,000人の基礎自治体（コムーネ）。
コムーネ統廃合 (it:Fusione di comuni italiani) により、2014年1月1日にサン・ピエーロ・ア・シエーヴェとスカルペリーアが合併して新自治体が発足した。

## 地理

### 位置・広がり

#### 隣接コムーネ
隣接するコムーネは以下の通り。
- バルベリーノ・ディ・ムジェッロ
- ボルゴ・サン・ロレンツォ
- カレンツァーノ
- フィレンツオーラ
- ヴァーリア

### 気候分類・地震分類
スカルペリーア・エ・サン・ピエロにおけるイタリアの気候分類 (it) および度日は、zona E, 2212 GGである。
また、イタリアの地震リスク階級 (it) では、zona 2 (sismicità media) に分類される。

## 行政

### 分離集落
スカルペリーア・エ・サン・ピエロには、以下の分離集落（フラツィオーネ）がある。
- Marcoiano, Petrona La Torre, Ponzalla, Sant'Agata, San Piero a Sieve, Scarperia (sede comunale), Cafaggiolo, Tagliaferro, Campomigliaio, Casenuove, Loli